# NA-2324
La NA-2324 es una carretera que comunica el pueblo de Uroz con la NA-150.

## Recorrido
| Denominación | Kilómetro | Salida           | Carretera        | Dirección        |
| ------------ | --------- | ---------------- | ---------------- | ---------------- |
| NA-2324      | 0         |                  | NA-150           | Pamplona Aoiz    |
| NA-2324      | 0         | Travesía de Uroz | Travesía de Uroz | Travesía de Uroz |

- Datos: Q12264102